# Srednji Dolič
Srednji Dolič – wieś w Słowenii, w gminie Mislinja. W 2018 roku liczyła 246 mieszkańców.